# Henri Sérandour
Pour les articles homonymes, voir Sérandour.
Henri Sérandour, né le 15 avril 1937 au Mans et mort le 12 novembre 2009 à Dinard, est président du Comité national olympique et sportif français (CNOSF) durant 16 ans (1993-2009) et membre du Comité international olympique (CIO) de 2000 à 2007.

## Biographie

### La natation
Après avoir commencé sa carrière professionnelle comme professeur d'éducation physique au collège Saint-Vincent à Rennes, il se voit confier la direction de la piscine municipale puis la direction du service des sports  et de l'animation de la ville de Dinard.
Après une carrière internationale de water-polo, il s'engage au sein de la natation et est élu président de la fédération en 1981. Il y reste jusqu'à son élection à la présidence du CNOSF en 1993.
Il assume également des mandats internationaux, d'abord comme vice-président de la Ligue européenne de natation de 1984 à 1992 puis
comme membre du bureau de la Fédération internationale de 1992 à 1996.

### L'Olympisme
Après avoir été chef de mission aux Jeux olympiques d'été de 1992 à Barcelone et vice-président du CNOSF, il succède à Nelson Paillou à la présidence du CNOSF le 4 mai 1993.
En 2000, il devient  membre du CIO.
Après quatre mandats successifs à la tête du CNOSF (1993-1997, 1997-2001, 2001-2005, 2005-2009), Henri Sérandour ne se représente pas le 19 mai 2009 lors de l'Assemblée générale élective qui désigne Denis Masseglia comme nouveau président.
Henri Sérandour meurt d'un cancer le 12 novembre 2009 à l'âge de 72 ans.

## Distinction et hommages
Il fait partie de la promotion 2010 des Gloires du sport français.
Une des pelouses de l'hippodrome d'Auteuil (Paris) porte son nom.
La Fondation du Sport Français - Henri Sérandour porte également son nom en son hommage.

## Carrière
- Professeur d'éducation physique au collège Saint-Vincent à Rennes dans les années 1960[2]
- Directeur de la piscine municipale, puis directeur des sports  et de l'animation de la ville de Dinard[2]
- Président de la Fédération française de natation (FFN) (1980-1993)
- Vice-président de la Ligue européenne de natation (LEN) (1984-1992)
- Membre du bureau de la Fédération internationale de natation (FINA) (1992-1996)
- Chef de mission aux Jeux olympiques d'été de 1992 à Barcelone
- Président du Comité national olympique et sportif français (CNOSF) (1993-2009)
- Membre du Comité international olympique (CIO) (2000-2007)
- Membre de l'Académie des sports